# Хеджет
Хеджет е официалното име на Бялата корона на фараона на Горен Египет. След обединяването на Египет, Хеджет е съчетана с Дешрет (Червената корона на Долен Египет). Така е образувана Двойната корона Пшент.
Символът използван понякога за Хеджет е богинята-лешояд Некбет, изобразена до главата на богинята-кобра Уаджет – т. нар. Уреус върху Пшент.
Най-ранният известен образ на Хеджет е от Северна Нубия (Ta-Seti) около периода на Нагада II.